# Andy Cès
Andy Cès (* 3. Juli 1982 in Savigny-sur-Orge) ist ein französischer Volleyball- und Beachvolleyballspieler. Er wurde vier Mal französischer Meister im Sand.

## Karriere

### Karriere Hallen-Volleyball
Andy Cès spielte als Jugendlicher Hallenvolleyball im Centre National de Volley-Ball und in der Junioren-Nationalmannschaft, mit der er 2000 die Bronzemedaille bei der Europameisterschaft gewann. Danach war der Außenangreifer bis 2006 in Frankreich bei Agde Volley-Ball, Spacer’s Toulouse, Rennes Volley 35 und Narbonne Volley aktiv.

### Karriere Beachvolleyball
Der im Département Essonne geborene Sportler startete 2006 seine Karriere im Sand und spielte auf der FIVB World Tour mit Quentin Marion. Ab 2007 trat er mit seinem älteren Bruder Kevin an. Mit ihm wurde er drei Mal in Folge französischer Meister. Nicht nur wegen dieser Titel, sondern auch wegen zahlreicher Top-Ten-Platzierungen auf der World Tour und bei CEV-Turnieren hatten die Brüder 2008/2009 ihre erfolgreichste Zeit. Nach der World Tour 2008 wurde Andy Cès als Most Improved Player ausgezeichnet. Bei der Weltmeisterschaft 2009 in Stavanger landeten Cès/Cès auf Platz neun. Bevor Kevin Cès Ende 2012 seine Karriere beendete, stand das Brüderpaar 2011 zum vierten Mal beim Championat de France ganz oben auf dem Stockerl. 2013 siegt Andy Cès an der Seite von Édouard Rowlandson bei zwei nationalen Turnieren und erreichte zum Abschluss des Jahres und zu seinem Karriereende das Achtelfinale der Durban Open.

## Privates
Vater Denis Cès war französischer Nationalspieler und stand als Mittelblocker im Kader des Teams bei der WM 1966. Er wurde sowohl Zweiter mit Paris UC als auch Erster und Dritter mit VGA Saint-Maur in der französischen Liga. Der ältere Bruder von Kevin und Andy heißt Stanley, spielte als Außenangreifer in der Juniorennationalmannschaft seines Heimatlandes und war bis 2009 hauptsächlich in der Liga B in Frankreich aktiv. Andy Cès ist seit 2013 mit der US-amerikanischen Beachvolleyball-Spielerin Jennifer Kessy verheiratet.